# درارتو تولو
درارتو تولو (انگلیسی: Derartu Tulu؛ زادهٔ ۲۱ مارس ۱۹۷۲) دونده ماراتن و دونده دو استقامت زن اهل اتیوپی است.
وی همچنین برندهٔ جوایزی همچون ۱۰۰ زن بی‌بی‌سی شده‌است.